# Торсак
Торса́к (фр. Torsac) — коммуна во Франции, находится в регионе Пуату — Шаранта. Департамент — Шаранта. Входит в состав кантона Вильбуа-Лавалет. Округ коммуны — Ангулем.
Код INSEE коммуны — 16382.
Коммуна расположена приблизительно в 400 км к юго-западу от Парижа, в 115 км южнее Пуатье, в 11 км к юго-востоку от Ангулема.

## Население
Население коммуны на 2008 год составляло 770 человек.
| 1962 | 1968 | 1975 | 1982 | 1990 | 1999 | 2008 |
| ---- | ---- | ---- | ---- | ---- | ---- | ---- |
| 348  | 352  | 385  | 464  | 731  | 717  | 770  |

## Администрация
| Период | Период | Фамилия      | Партия | Примечания |
| ------ | ------ | ------------ | ------ | ---------- |
| 1965   | 1977   | Макс Мосни   |        | агроном    |
| 1977   | 1995   | Рене Перо    |        | фермер     |
| 1995   | 2008   | Ив Юоль      |        | менеджер   |
| 2008   |        | Катрин Бреар |        | аптекарь   |

## Экономика
В 2007 году среди 533 человек в трудоспособном возрасте (15—64 лет) 397 были экономически активными, 136 — неактивными (показатель активности — 74,5 %, в 1999 году было 75,6 %). Из 397 активных работали 383 человек (198 мужчин и 185 женщин), безработных было 14 (8 мужчин и 6 женщин). Среди 136 неактивных 40 человек были учениками или студентами, 75 — пенсионерами, 21 были неактивными по другим причинам.

## Достопримечательности
- Церковь Сент-Эньян (XII век). Памятник истории с 1973 года[3]
- Замок XIII века

## Фотогалерея
- Церковь Сент-Эньян
- Интерьер церкви Сент-Эньян
- Замок
- Мэрия